# آنتون پریلپاو
آنتون پریلپاو (بلاروسی: Антон Міхайлавіч Прылепаў؛ زادهٔ ۵ فوریهٔ ۱۹۸۴) کماندار اهل بلاروس است.